# Gmina Høje-Taastrup
Gmina Høje-Taastrup (duń. Høje-Taastrup Kommune) – jedna z gmin w Danii w regionie stołecznym (do 2007 r. w okręgu Kopenhagi (Københavns Amt)).
Siedzibą władz gminy jest Taastrup. 
Gmina Høje-Taastrup  została utworzona 1 kwietnia 1970 r. na mocy reformy podziału administracyjnego Danii. Kolejna reforma w 2007 r. potwierdziła status gminy.

## Dane liczbowe
- Liczba ludności: (♀ 22 629 + ♂ 22 924) = 45 553
  - wiek 0-6: 9,2%
  - wiek 7-16: 13,4%
  - wiek 17-66: 67,4%
  - wiek 67+: 10,0%
- zagęszczenie ludności: 584,0 osób/km²
- bezrobocie: 5,2% osób w wieku 17-66 lat
- cudzoziemcy z UE, Skandynawii i USA: 149 na 10.000 osób
- cudzoziemcy z krajów Trzeciego Świata: 709 na 10.000 osób
- liczba szkół podstawowych: 12 (liczba klas: 255)

## Współpraca
- Oldenburg, Niemcy